# Побузька селищна рада
Побу́зька се́лищна ра́да — адміністративно-територіальна одиниця та орган місцевого самоврядування в Голованівському районі Кіровоградської області. Адміністративний центр — селище міського типу Побузьке.

## Загальні відомості
- Населення ради: 6031 особа (станом на 2015 рік)[1]

## Населені пункти
Селищній раді підпорядковані населені пункти:
- смт Побузьке

## Склад ради
Рада складається з 30 депутатів та голови.
- Голова ради: Слободянюк Сергій Павлович
- Секретар ради: Буряк Алла Леонідівна

### Керівний склад попередніх скликань
| Прізвище, ім'я, по батькові     | Основні відомості                                                                     | Дата обрання | Дата звільнення |
| ------------------------------- | ------------------------------------------------------------------------------------- | ------------ | --------------- |
| Безнощенко Сергій Андрійович    | Селищний голова, 1977 року народження                                                 | 26.03.2006   | 31.10.2010      |
| Безушенко Григорій Валентинович | Селищний голова, 1952 року народження, освіта вища, член Комуністичної партії України | 31.10.2010   | 22.01.2012      |
| Слободянюк Сергій Павлович      | Селищний голова, 1985 року народження, освіта вища, член Партії регіонів              | 22.01.2012   |                 |

Примітка: таблиця складена за даними сайту Верховної Ради України

### Депутати
За результатами місцевих виборів 2010 року депутатами ради стали:

#### За суб'єктами висування
| Суб'єкт висування                                       | Кількість обраних депутатів | %    |
| ------------------------------------------------------- | --------------------------- | ---- |
| Партія регіонів                                         | 19                          | 63,3 |
| Комуністична партія України                             | 4                           | 13,3 |
| Політична партія Всеукраїнське об'єднання «Батьківщина» | 4                           | 13,3 |
| Самовисування                                           | 2                           | 6,7  |
| Народно-демократична партія (НДП)                       | 1                           | 3,3  |

#### За округами
| № округу                                                | Прізвище, ім'я, по батькові    | Дата визнання обраним | Освіта  | Партійна приналежність                        | Відомості про обраного депутата             |
| ------------------------------------------------------- | ------------------------------ | --------------------- | ------- | --------------------------------------------- | ------------------------------------------- |
| Комуністична партія України                             |                                |                       |         |                                               |                                             |
| 2                                                       | Бойко Тамара Іванівна          | 04.11.2010            | середня | член Комуністичної партії України             | пенсіонер                                   |
| 4                                                       | Пешеходько Сергій Михайлович   | 01.11.2010            | вища    | член Комуністичної партії України             | ТОВ «ПФК», бригадир грануляції              |
| 6                                                       | Турпак Олексій Анатолійович    | 04.11.2010            | середня | член Комуністичної партії України             | ВАТ «Фрегат», робітник                      |
| 12                                                      | Бугайчук Ігор Володимирович    | 04.11.2010            | середня | член Комуністичної партії України             | ТОВ «ПФК», електромонтер МЦ                 |
| Народно-демократична партія (НДП)                       |                                |                       |         |                                               |                                             |
| 14                                                      | Козієнко Любов Іванівна        | 04.11.2010            | вища    | член Народно-демократичної партії (НДП)       | загальноосвітня школа, вчитель              |
| Партія регіонів                                         |                                |                       |         |                                               |                                             |
| 1                                                       | Кесаєв Вячеслав Сергійович     | 04.11.2010            | вища    | член Партії регіонів                          | ТОВ «ПФК», начальник РМЦ                    |
| 3                                                       | Стець Сергій Васильович        | 04.11.2010            | вища    | член Партії регіонів                          | ТОВ «ПФК», інженер ГТЦ                      |
| 5                                                       | Кобка Володимир Іванович       | 04.11.2010            | вища    | член Партії регіонів                          | ТОВ «ПФК», начальник АСУП                   |
| 7                                                       | Фомін Валєрий Григорович       | 04.11.2010            | вища    | член Партії регіонів                          | лікарня, головний лікар                     |
| 8                                                       | Манзюк Тетяна Василівна        | 04.11.2010            | середня | член Партії регіонів                          | приватний підприємець                       |
| 9                                                       | Левицький Юрій Леонідович      | 04.11.2010            | вища    | член Партії регіонів                          | ТОВ «ПФК», економіст МЦ                     |
| 13                                                      | Запорожець Ірина Іванівна      | 04.11.2010            | вища    | член Партії регіонів                          | будинок культури, директор                  |
| 16                                                      | Ященко Тетяна Володиміровна    | 04.11.2010            | вища    | член Партії регіонів                          | ТОВ «ПФК», бухгалтер профкому               |
| 17                                                      | Войтенко Інна Василівна        | 04.11.2010            | вища    | член Партії регіонів                          | загальноосвітня школа, вчитель              |
| 18                                                      | Солтик Людмила Миколаівна      | 04.11.2010            | вища    | член Партії регіонів                          | пенсіонер                                   |
| 19                                                      | Мотинга Олександр Вікторович   | 04.11.2010            | середня | член Партії регіонів                          | ТОВ «ПФК», електромонтер ЗЦ                 |
| 21                                                      | Столярова Клавдія Петрівна     | 04.11.2010            | середня | член Партії регіонів                          | ТОВ «ПФК», прибиральниця МЦ                 |
| 23                                                      | Буряк Алла Леонідівна          | 04.11.2010            | вища    | член Партії регіонів                          | селищна рада, секретар                      |
| 24                                                      | Стасишина Людмила Василівна    | 04.11.2010            | вища    | член Партії регіонів                          | ТОВ «ПФК», менеджер з кадрів                |
| 25                                                      | Корчинська Алла Василівна      | 04.11.2010            | вища    | член Партії регіонів                          | селищна рада, землевпорядник                |
| 26                                                      | Кобернюк Василь Федорович      | 04.11.2010            | середня | член Партії регіонів                          | ТОВ «ПФК», робітник                         |
| 28                                                      | Гуменний Ігор Миколайович      | 04.11.2010            | вища    | член Партії регіонів                          | ТОВ «ПФК», майстер ЗЦ                       |
| 29                                                      | Ковбель Володимир Олексійович  | 04.11.2010            | вища    | член Партії регіонів                          | ТОВ «ПФК», начальник ЕЦ                     |
| 30                                                      | Бурлаченко Анатолій Вікторович | 04.11.2010            | вища    | член Партії регіонів                          | ТОВ «ПФК», начальник ЗЦ                     |
| Політична партія Всеукраїнське об'єднання «Батьківщина» |                                |                       |         |                                               |                                             |
| 11                                                      | Нерук Микола Андрійович        | 04.11.2010            | середня | член Всеукраїнського об'єднання «Батьківщина» | телемайстерня, телемайстер                  |
| 15                                                      | Сичук Тетяна Феодосіївна       | 04.11.2010            | вища    | член Всеукраїнського об'єднання «Батьківщина» | селищна рада, діловод                       |
| 20                                                      | Заставнюк Дмитро Іванович      | 04.11.2010            | середня | член Всеукраїнського об'єднання «Батьківщина» | ТОВ «ПФК», екскаваторщік ГТЦ                |
| 27                                                      | Габор Оксана Іванівна          | 04.11.2010            | вища    | член Всеукраїнського об'єднання «Батьківщина» | КП «Аквасервіс 07», юрисконсульт            |
| Самовисування                                           |                                |                       |         |                                               |                                             |
| 10                                                      | Волошин Валерій Леонідович     | 09.04.2012            | середня | член Партії регіонів                          | Побузька Газо-розподільча станція, оператор |
| 22                                                      | Сичук Леонід Оветрович         | 27.12.2010            | вища    | позапартійний                                 | КП «Аквасервіс», голова                     |